# Велковци (област Перник)
 Тази статия е за селото в Област Перник.  За другите български села с това име вижте Велковци.  
Велковци е село в Западна България. То се намира в община Брезник, област Перник.

## География
Село Велковци се намира в планински район на около 8 километра от град Брезник и около 30 километра от град София. Една от големите махали на селото е Пали Лула, отдалечена на два километра от центъра на селото, разположена до централния път Батановци – Брезник. Там се намират читалището, общината и гробищата.

## История

### Училището
Строежът на училището в селото е завършен през 1923 година. Земята, върху която е построено, е подарена от братя Момчилови. Средствата за построяването били събрани от доброволните дарения и труд на селяните. Сградата е имала четири класни стаи. Училището, наречено „Христо Ботев“, е официално открито през есента на същата година, като 31 ученици се записват в първо отделение, а 5 във второ . По-късно е пристроен салон със сцена за театрални представления. През 70-те години на XX век поради липса на ученици, училището е закрито.

Дългогодишни директори на училището са били Станимир Дойчинов и Иван Миладинов. Старата сграда, в която се е помещавало, е разрушена, за да бъде построена нова, която след повече от тридесет години не е завършена.

В края на 2010 година се започва реставрация на училището, като се планува то да бъде Зелено училище.

### Черквата
До 1926 година в селото е имало само малък параклис, разположен в северната част на площада 'Ридо'. През тази година е започнал строежът на църквата 'Света Анна'. Един от селяните е дарил пари за църковна камбана. Строежът не е бил довършен до 1944, а след това съвсем изоставен. Началото на 2014 година е започнато реставриране на черквата.
В близост до селото е имало манастирче, което след 1944 година е разрушено.

### Читалището
Читалището в селото е създадено през 1928 година  и се е казвало „Граовска пробуда“. При създаването си, то се е помещавало в бакалницата на Божовия род, под формата на шкаф с книги. Понастоящем, читалището се казва „Милан Василев“ и има сурвакарска и певческа група.

## Личности
Селото е родно място на Дякон Сава (Ваклин Манчов) роден в средата на XIX век, монах в Хилендарския манастир, по-късно учител в село Дрен и член на революционния комитет в гр. Радомир .

### Книги
Данни за историята населото са запазени в книгата „Родовете в село Велковци, Брезнишко“ от Асен М. Стоянов, издадена през 1991 година в печатната база на СУБ, София. Тя обхваща периода от 1780 до 1990 година.

### Вестници
- Статия за Дякон Сава, във вестник „Граовски Новини“ от 20 май 1986, брой 10, стр. 4 – „Дякон Сава – борец за националната ни свобода“
- Статия за Манчевия род от селото, във вестник „Втора Младост“ от 5 април 2004, брой 14, стр. 8 – „Родът Манчеви от с. Велковци, Пернишко, се събира в Бялата къща“

## Религии
Православно християнство.

## Редовни събития
Съборът в селото е през втората седмица на месец юли.

## Граждански Регистри
Регистрите за гражданско състояние от предходни години могат да се намерят : 

за годините от 1893 до 1919 – в село Мещица, 

за годините от 1920 до 1969 – в град Брезник.

Съставяне на регистрите: 

1893 – 1919 – смесени, към с. Мещица

1920 – 1929 – смесени

1930 – 1934 – с. Велковци

1935, 1936 – гр.Брезник

1937 – 1969 – с. Велковци

1970 – 2008 – не са съставяни

## Справка за населението по години
Данните са взети от страницата на Националния Статистически Институт : 

1934 година → 836 души

1946 година → 904 души

1956 година → 749 души

1965 година → 587 души

1975 година → 472 души

1985 година → 413 души

1992 година → 341 души

2001 година → 312 души

2011 година → 212 души